# 我讓最想被擁抱的男人給威脅了。
《我讓最想被擁抱的男人給威脅了。》（日語：抱かれたい男1位に脅されています。）是日本漫畫家櫻日梯子所繪的日本漫畫作品。該作以演藝界為主要舞台背景。2013年7月於Libre的漫畫雜誌《b-boy》上首次刊載後，曾經在同出版社的季刊雜誌《JUNK!BOY》上刊載，目前於同出版社的月刊誌《MAGAZINE BE×BOY》上進行連載。截至2021年4月時，漫畫在日本的累計發行數已經突破400萬本。該作在2018年3月25日舉辦的「AnimeJapan 2018」上，發表了電視動畫化的消息，並於10月份播出。主角西條高人也獲選日本網站Charapedia舉辦「2018年最具魅力動畫角色」萬人投票排行榜第二名，僅次於工作細胞的血小板。2021年4月，官方發佈「劇場版 我讓最想被擁抱的男人給威脅了。〜西班牙篇〜」製作決定的消息，並預定於2021年秋季上映。

## 劇情簡介
西條高人是演藝經驗長達20年的資深演員，連續榮獲「最想被他擁抱的男人」第1名整整5年，卻被才入行3年的新進演員東谷准太奪去寶座，極度介意此排名的高人之後還遇上必須配合東谷合作出演的電影作品。西條對排名耿耿於懷，然而兩人卻在連串曲折後同行飲酒。
隔天高人在東谷家的床鋪上醒來，發現昨夜喝醉後醜態百出，而東谷則展示昨夜攝下的各種錄影。誤以為東谷要將這些影像公諸於眾的高人，表示願意答應東谷任何要求，但是東谷卻說出令高人感到錯愕的一句話......

## 登場人物
東谷准太（JUNTA AZUMAYA，聲：小野友樹/ 香港配音：李震權）
生日11月11日，天蠍座，血型O型，身高190cm，體重73公斤，隸屬MITSUYA製作公司。演藝資歷3年，人氣NO.1的新人演員。忠犬系男子，容易親近的閃亮亮系天使。祖父是西班牙人的四分之一混血兒，由於學生時期打過各式各樣的工，社交很廣，給人有「你連這個都會？」的印象，在周遭眾人為之驚訝過後，又會抬高他的身價。進入演藝圈的契機是外送披薩到演藝經紀公司時，當場被星探挖掘，雖然對演藝圈不怎麼有興趣，但參與了西條主演的連續劇後，受到西條的刺激開始認真朝演員之路邁進。平常真的是天使一隻，但在捕食最喜歡的西條高人時，其兇殘模樣簡直可與流冰天使裸海蝶相提並論。私底下高人會稱呼他叫「蠢太」。覺得嘴巴寂寞（高人不在）時會吃薄荷糖解饞，似乎在禁慾的時候也會大量攝取來抑制想推倒高人的念頭。
西條高人（TAKATO SAIJYO，聲：高橋廣樹 / 香港配音：周良鴻）
生日4月20日，白羊座，血型A型，身高176公分，體重55公斤，隸屬日東演藝（日藝）。8歲進入演藝圈，演藝資歷20年的老手，從童星時期就被稱為神童，是個多才多藝的人。專業意識很高，其工作表現在業界內也頗受信賴。由於人生的大部分時間都在演藝圈裡打拚，個性上有些過於坦率且馬虎的地方，但本人自己完全沒有自覺，深信自己是個很能幹的人。心情不好時會吃掉一整個蛋糕來發洩。喜歡喝酒，喝醉酒時就會發酒瘋，變得煩人又好笑，因此獲得好評（如喝醉酒時會一直剝毛豆）。曾在電視劇中因角色的需要而抽菸，結果引發身體不適，因此發誓在工作以外絕對不抽菸。非常喜歡小狗小貓和小孩子，覺得經紀人佐佐木的女兒（現在3歲）和老家的貓（挪威森林貓）黑松都可愛到不行。
綾木千廣（CHIHIRO AYAGI，聲：佐藤拓也）
生日12月30日，魔羯座，血型B型，身高180公分，體重63公斤，隸屬Japan Art Enterprise。入行3年，不過從入行前開始就常常在朋友的委託下擔任模特兒，藉機賺點零用錢。大學時期在酒吧當酒保，釣上了一位剛好來到酒吧的女性製作人顧客，之後請她介紹了一間在圈內也很有影響力的經紀公司。待人接物基本上是採取玩世不恭的態度，抱著「人生實在是太好混了」的態度而活。與高人一起演出舞台劇卻在第一天沒有出現排演。聽到路人討論高人在「擁抱排行榜」的想法，萌生起「如果把一本正經的高人上了，高人會有什麼表情」的念頭。覺得高人身形纖細，肩膀單薄感覺很容易抓住，並稱讚高人的背很漂亮。後被東谷准太以質問時所錄下的錄音檔威脅不能對高人做出過於親暱的言行舉止（當他靠近高人時身旁都會被丟一隻流冰天使裸海蝶造型的錄音檔），不過還是很欣賞高人。
成宮涼（RYO NARUMIYA，聲：内田雄馬）
生日6月12日，雙子座，血型B型，身高163公分，體重51公斤，隸屬Galaxy。入行1年，目前就讀高二，充滿活力笑容的偶像派演員。上了高人的母校，能夠兼顧學業和工作。在家裡專心打電動的時候被人拍下了照片，年長他4歲的姐姐擅自把照片寄給經紀公司，於是他在國中二年級時進入演藝圈。雖然事情似乎正中姐姐的下懷，不過他並沒有特別不滿，是能同時兼顧高水準的高中學業與工作的孩子，朋友也很多。現在正朝著天使支持者之路絕贊邁進中。
卯坂和臣（KAZUOMI USAKA，聲：鳥海浩輔）
日視的幹練總製作人，負責電視劇。平時都講標準語，不過自言自語之類不經意的時候會脫口講出家鄉方言京都腔。在AD時期就認識高人了。是個老菸槍，而且非常愛吃辣。喜歡的食物是超辣麻婆豆腐。不喜歡甜食，如果吃到就會皺眉。給人的壓迫感很重，難以親近，不過日視的女性員工私底下都很欣賞他。單身。AB型。明明個性冷淡卻很受動物喜愛。
在須清崇（KIYOTAKA ARISU，聲：羽多野涉）
非常有名的作曲家，是卯坂的學長，稱呼卯坂為「兔子」。曾被卯坂和臣強姦過。
西條鈴子（SUZUKO SAIJO，聲：定岡小百合）
高人的祖母，原本是知名女演員。一起觀賞朗讀劇而讓8歲的高人對『演員』很有興趣，並且使得他進入演藝圈。在高人第一次站上舞台表演的那一天因癌症末期離世。

## 出版書籍
註：有「*」的為限定版。
| 卷數 | Libre                        | Libre                                          | 東立出版社                    | 東立出版社                                   |
| 卷數 | 發售日期                     | ISBN                                           | 發售日期                      | EAN / ISBN                                   |
| ---- | ---------------------------- | ---------------------------------------------- | ----------------------------- | -------------------------------------------- |
| 1    | 2014年2月10日                | ISBN 978-4-7997-1443-0                         | 2014年10月8日                 | EAN 978-9863-65489-6 ISBN 978-986-365-489-6  |
| 2    | *2015年2月10日 2015年3月10日 | *ISBN 978-4-7997-2486-6 ISBN 978-4-7997-2561-0 | 2015年6月12日                 | *EAN 471-0945-54586-8 ISBN 978-986-382-672-9 |
| 3    | 2016年12月1日                | ISBN 978-4-7997-3030-0                         | 2017年7月28日                 | EAN 978-9864-82534-9 ISBN 978-986-482-534-9  |
| 4    | 2017年3月31日                | ISBN 978-4-7997-3272-4                         | 2018年1月31日                 | *EAN 471-0945-55428-0 ISBN 978-986-482-991-0 |
| 5    | 2018年3月30日                | ISBN 978-4-7997-3351-6                         | 2018年9月5日 2018年9月12日    | *EAN 471-0945-55730-4 ISBN 978-957-26-1003-9 |
| 6    | 2019年3月13日                | ISBN 978-4-7997-4215-0                         | 2019年11月13日 2019年11月20日 | *EAN 471-0945-55989-6 ISBN 978-957-26-3102-7 |
| 7    | 2020年6月10日                | ISBN 978-4-7997-4706-3                         | 2021年2月24日                 | *EAN 471-0601-04418-6                        |

## 廣播劇CD
小冊子由Libre叢書「Cue Egg Label」上發行。
| 卷數 | Libre          | Libre                 |
| 卷數 | 發售日期       | 規格編號              |
| ---- | -------------- | --------------------- |
| 1    | 2015年5月6日   | CEL-070（初回限定版） |
| 1    | 2015年7月1日   | CEL-071（一般版）     |
| 2    | 2015年12月24日 | CEL-074（一般版）     |
| 3    | 2016年2月24日  | CEL-075（一般版）     |
| 0    | 2017年4月20日  | CEL-080（初回限定版） |
| 0    | 2018年4月20日  | CEL-081（一般版）     |
| 4    | 2018年4月20日  | CEL-086（初回限定版） |
| 4    | 2018年12月19日 | CEL-087（一般版）     |
| 5    | 2018年10月5日  | CEL-088（初回限定版） |
| 5    | 2018年12月19日 | CEL-089（一般版）     |
| 6    | 2020年4月20日  | CEL-095（初回限定版） |

## 電視動畫
2018年10月5日由TOKYO MX以及其他電視台進行放送。由漫畫原作者負責進行監修作業，並追加一些原創集數。

### 製作團隊
- 原作 - 櫻日梯子[5]
- 監督 - 龍輪直征[5]
- 系列構成 - 成田良美[5]
- 人物設計 - 芝美奈子[5]
- 總作畫監督 - 芝美奈子、川口千里、栗原優
- 色彩設計 - 山本未有[5]
- 美術監督 - 平柳悟[5]
- 美術設定 - 金平和茂（第1－3話）、丸山智宏（第3、6話 - ）、佐藤正浩（第4話 - ）、野村裕樹（第7話）
- 攝影監督 -
- CG監督 - 野間裕介、唐澤祐人[5]
- 編輯 - 瀧川三智[5]
- 音響監督 - 本山哲[5]
- 音樂 - 橫山克[5]
- 音樂製作 - Aniplex
- 執行製作人 - 三宅將典
- 製作人 - 小田桐成美、木越美穗、吉田靖、上治知世
- 動畫製作人 - 米沢圭亮
- 作品監督 - 山本和子
- 宣傳製作人 - 高橋里美、上崎真弓
- 動畫製作 - CloverWorks[5]
- 製作委員會 - Aniplex、Libre、安利美特、Movic

### 主題曲
- 片頭曲

作詞・歌 - 佐香智久
作曲 - mafumafu、佐香智久
編曲 - mafumafu
- 片尾曲

作詞 - 大野一成
作曲 - CHI-MEY
編曲 - 大久保友裕
歌 - 東谷准太（小野友樹）、西條高人（高橋廣樹）

### 各話列表
| 話數  | 日版標題                                                                       | 台版標題                                                            | 腳本     | 分鏡                         | 演出                | 作畫監督 | 總作畫監督                           |
| ----- | ------------------------------------------------------------------------------ | ------------------------------------------------------------------- | -------- | ---------------------------- | ------------------- | --- | ------------------------------------ |
| hug1  |                                                                                | 演藝圈是吃人或被人吃的地方。                                        | 成田良美 | 龍輪直征                     | 龍輪直征            | 芝美奈子、川口千里 栗原優、伊藤智子                                                                                                | 芝美奈子                             |
| hug2  |                                                                                | 那小子，對我感到厭倦了嗎。                                          | 成田良美 | 下司泰弘 龍輪直征 田角麻奈美 | 殿水敦子 羽多野浩平 | 實藤晴香、熊田明子 田角麻奈美、本吉晃子 加藤万由子、伊藤智子                                                                       | 川口千里 山口仁七                    |
| hug3  |                                                                                | 色狼，不行，絕對。                                                  | 成田良美 | 笹原嘉文                     | 笹原嘉文            | 加藤万由子、伊藤智子 本吉晃子、田角麻奈美 實藤晴香、熊田明子                                                                       | 栗原優                               |
| hug4  |                                                                                | 上當了啊啊啊啊。                                                    | 井上美緒 | 川西泰二                     | 川西泰二            | 馮含露、宇都木勇 笹川彌幸、大西貴子 熊田亞輝、桑島望 大塚八愛、栗原優                                                              | 芝美奈子                             |
| hug5  |                                                                                | 我要讓你成為我的女人。                                              | 森江美咲 | 福田道生                     | 安藤貴史            | 羽坂秀則、熊田明子 笹川彌幸、加藤万由子 本吉晃子、實藤晴香 伊藤智子、田角麻奈美                                                    | 川口千里 岡崎洋美                    |
| hug6  | -{なんでコイツとホテルで一緒に…まさか… いやいやいやないよな？ そんな…そん…。}- | 你怎麼會跟這傢伙在飯店...難道你... 不不不不會吧？那種事...那種...。 | 森江美咲 | 田所修                       | 高田美里            | 栗原優、篁馨、桑島望 江森真理子、大西貴子 熊田亞輝、羽坂英則                                                                       | 栗原優 芝美奈子 川口千里             |
| hug7  |                                                                                | 我可以喜歡你嗎。                                                    | 井上美緒 | 石井俊匡                     | 石井俊匡            | 本吉晃子、伊藤智子 笹川彌幸、加藤万由子 熊田明子、實藤晴香 田角麻奈美、安留雅彌                                                    | 芝美奈子 川口千里 栗原優 岡崎洋美    |
| hug8  |                                                                                | 別，別拉，別拉海灘褲。                                              | 森江美咲 | 山下英美                     | 龍輪直征            | 江森真理子、熊田亞輝 羽坂英則、篁馨、栗原優 大西貴子、田角麻奈美 桑島望、橘由美子                                                  | 芝美奈子 川口千里 栗原優             |
| hug9  |                                                                                | ......感情很要好。                                                  | 成田良美 | 渡部周                       | 渡部周              | 橘實咲、大藤佐惠子 賽藤晴香、伊藤智子 熊田明子、安留雅彌 羽坂英則、加藤万由子 小野陽子、田角麻奈美 笹川彌幸、栗原優                | 芝美奈子 川口千里 栗原優 岡崎洋美    |
| hug10 |                                                                                | 分手吧，蠢太。                                                      | 井上美緒 | 中山奈緒美                   | 高藤聰              | 川口千里、桑島望 大西貴子、江森真理子 羽坂英則、橘實咲 笹川彌幸、篁馨 熊田亞輝、加藤万由子 田角麻奈美、中村未奈美 栗原優、安留雅彌 | 芝美奈子 川口千里 栗原優             |
| hug11 | -{そんなに俺に惚れてんなら、 飽きるまで抱かせてやるよ。}-                      | 要是對我深深著迷， 我就讓你擁抱到厭煩為止。                         | 成田良美 | 大嶋博之                     | 殿水敦子            | 熊田明子、笹川彌幸 本吉晃子、田角麻奈美 實藤晴香、加藤万由子 篁薰、伊藤智子 龜田朋幸、伊藤美奈 眼好鏡助、橘實咲                    | 芝美奈子 川口千里 栗原優 岡崎洋美    |
| hug12 |                                                                                | Mi Tesoro。                                                         | 成田良美 | 山下英美                     | 村田尚樹 中村近世   | 谷口繁則、袴田裕二 馮含露、眼好鏡助 宇都木勇、芝美奈子 川口千里、栗原優 熊田亞輝、大西貴子 江森真理子、羽坂英則                    | 芝美奈子 川口千里 栗原優 桑島望 篁馨 |
| hug13 |                                                                                | 哼哼哼〜哼哼哼〜哼哼哼〜哼哼。                                      | 成田良美 | Royden B                     | 笹原嘉文            | 篁馨、桑島望 熊田亞輝、龜田朋幸 熊田明子、本吉晃子 實藤晴香、橘實咲 加藤萬由子、伊藤智子                                           | 芝美奈子 川口千里 栗原優             |

### 播放電視台
日本深夜動畫：下文記載的日本国内播放時間使用日本標準時間（UTC+9）表示。因為部分時間标识會採用30小时制，因此請留意这类超过24:00的时间，其實際播放時間為翌日清晨。
| 播放日期                | 播放時間            | 播放電視台 | 播放地區 | 備註                    |
| ----------------------- | ------------------- | ---------- | -------- | ----------------------- |
| 2018年10月5日－12月28日 | 星期五 24:00－24:30 | TOKYO MX   | 東京都   |                         |
|                         |                     | 栃木電視台 | 栃木縣   |                         |
|                         |                     | 群馬電視台 | 群馬縣   |                         |
|                         |                     | BS11       | 日本全域 | BS放送 / 『ANIME+』頻道 |
| 2018年10月6日－12月29日 | 星期六 23:00－23:30 | AT-X       | 日本全域 | CS放送 / 有重播         |
|                         | 星期六 25:00－25:30 | KBS京都    | 京都府   |                         |
|                         |                     | SUN電視台  | 兵庫縣   |                         |

| 配信期間                | 配信時間            | 配信網站                                                                                           |
| ----------------------- | ------------------- | -------------------------------------------------------------------------------------------------- |
| 2018年10月5日－12月28日 | 星期五 24:00－24:30 | AbemaTV                                                                                            |
| 2018年10月8日－12月31日 | 星期一 12:00 更新   | d動畫商場 NICONICO頻道 GYAO! 萬代頻道 ひかりTV U-NEXT 動畫放題 FOD Video Market DMM.com 亞馬遜影片 |
|                         | 星期一 23:00－23:30 | NICONICO生放送                                                                                     |
|                         | 星期一 24:00 更新   | Video Path J:COM on-demand                                                                         |

### BD／DVD
註：銷量數據來自Oricon公信榜。
| 卷數 | 發售日期       | 收錄話數       | 規格編號          | 規格編號          | 銷量       |
| 卷數 | 發售日期       | 收錄話數       | BD                | DVD               | BD+DVD合計 |
| ---- | -------------- | -------------- | ----------------- | ----------------- | ---------- |
| 1    | 2018年11月28日 | 第1話          | ANZX-12751～12752 | ANZB-12751～12752 | 8225       |
| 2    | 2018年12月26日 | 第2話－第3話   | ANZX-12753～12754 | ANZB-12753～12754 | 6246       |
| 3    | 2019年1月30日  | 第4話－第5話   | ANZX-12755～12756 | ANZB-12755～12756 | 6049       |
| 4    | 2019年2月27日  | 第6話－第7話   | ANZX-12757～12758 | ANZX-12757～12758 | 5921       |
| 5    | 2019年3月27日  | 第8話－第9話   | ANZX-12759～12760 | ANZX-12759～12760 | 6528       |
| 6    | 2019年4月24日  | 第10話－第11話 | ANZX-12761～12762 | ANZX-12761～12762 | 5868       |
| 7    | 2019年5月29日  | 第12話－第13話 | ANZX-12763～12764 | ANZX-12763～12764 | 6526       |

## 網路廣播
網路廣播節目《准高廣播～我和最想被擁抱的男人暢談。 ～》（ちゅんたかラジオ～抱かれたい男1位と喋っています。～）於2018年10月3日在音泉發布了第0回（預發布），10月10日起正式發布，每雙週的週三更新。主持人由東谷准太的配音小野友樹、西條高人的配音高橋廣樹擔任。。

## 動畫劇場版
《劇場版 我讓最想被擁抱的男人給威脅了。～西班牙篇～》（日語：劇場版「抱かれたい男1位に脅されています。～スペイン編～」）於2021年9月17日在日本上映。，及後於2021年12月2日在香港上映。

### 工作人員
- 原作 - 櫻日梯子[11]
- 監督 - 龍輪直征[11]
- 系列構成 - 成田良美[11]
- 人物設計 - 芝美奈子、川口千裡[11]
- 音樂 - 橫山克[11]
- 動畫製作 - CloverWorks[11]
- 發行 - Aniplex[11]

## 舞台劇
本作的劇中劇《紅葉鬼》，將於2019年6月28日－7月7日在「品川王子大飯店俱樂部eX」舉行公演。

### 演員
- 西條高人 / 經若 - 陳內將[12]
- 綾木千廣 / 繁貞 - 菊池修司[12]
- 帝 - 山崎晶吾[12]
- 伊賀 - 中村太郎[12]
- 賴正 - 鐘ヶ江洸[12]
- 熊武 - 高木俊[12]
- 吳葉 - 小野川晶[12]
- 摩爬 - 富田翔[12]
- 維茂 - 今井靖彦[12]

### 工作人員
- 原作 - 櫻日梯子《我讓最想被擁抱的男人給威脅了。》[12]
- 腳本 - 葛木英[12]
- 演出 - 町田慎吾[12]
- 制作 - Trifle Entertainment[12]

## 獎項
- 第1卷獲得「BL AWARD 2015」最佳色氣BL獎第2名。[13]
- 第1卷獲得「BL AWARD 2015」最佳漫畫獎第4名。[13]
- 第2卷獲得「BL AWARD 2016」最佳色氣BL獎第3名。[13]
- 第2卷首刷限定版獲得「BL AWARD 2016」最佳封面設計獎第14名。[13]
- 獲得「BL AWARD 2018」最佳系列獎第13名。[13]
- 第1卷獲得「這本BL不得了！2015」第5名。[14]
- 第2卷獲得「這本BL不得了！2016」第2名。[15]
- 第4卷獲得「這本BL不得了！2018」第23名。[16]
- 獲得「全國書店員票選推薦BL漫畫2015」第4名。[17]
- 獲得「全國書店員票選推薦BL漫畫2016」第3名。[18]

### 角色
西條高人
- 「BL AWARD 2015」最佳受角獎第5名[13]
- 「BL AWARD 2016」最佳色氣角色獎第1名[13]
- 「BL AWARD 2016」最佳受角獎第4名[13][13]
- 「BL AWARD 2017」最佳受角獎第4名[13]
- 「BL AWARD 2018」最佳受角獎第7名[13]
- 「BL AWARD 2018」最佳BLCD聲優獎第18名[13]
- 「2018年最具魅力動畫角色」第2名[19]

東谷准太
- 「BL AWARD 2015」最佳攻角獎第5名[13]
- 「BL AWARD 2016」最佳攻角獎第5名[13]
- 「BL AWARD 2016」最佳色氣角色獎第8名[13]
- 「BL AWARD 2017」最佳攻角獎第7名[13]
- 「BL AWARD 2017」最佳BLCD聲優獎第10名[13]
- 「BL AWARD 2018」最佳攻角獎第4名[13]

### 廣播劇CD
《我讓最想被擁抱的男人給威脅了。首刷限定版 外景巴士色狼套組》
- 獲得「BL AWARD 2016」最佳BLCD獎第11名。[13]

## 外部連結
- 漫畫《我讓最想被擁抱的男人給威脅了。》官方網站 （页面存档备份，存于）（日語）
- 漫畫《我讓最想被擁抱的男人給威脅了。》官方Twitter帳戶 （页面存档备份，存于）（日語）
- 電視動畫《我讓最想被擁抱的男人給威脅了。》官方網站 （页面存档备份，存于）（日語）
- 電視動畫《我讓最想被擁抱的男人給威脅了。》官方Twitter帳戶 （页面存档备份，存于）（日語）
- 舞台劇《紅葉鬼》官方網站 （页面存档备份，存于）（日語）
- 舞台劇《紅葉鬼》官方Twitter帳戶 （页面存档备份，存于）（日語）